# Psychoda quasisetigera
Psychoda quasisetigera és una espècie d'insecte dípter pertanyent a la família dels psicòdids que es troba a Mèxic (els estats de Veracruz i Campeche), Costa Rica i Nicaragua.